# (53910) Jánfischer
(53910) Jánfischer ist ein Asteroid des Hauptgürtels, der am 6. April 2000 von den slowakischen Astronomen Leonard Kornoš und Dušan Kalmančok am Observatorium der Comenius-Universität (IAU-Code 118) in Modra  entdeckt wurde.
Der Asteroid wurde am 19. Februar 2006 nach dem theoretischen Physiker und Professor der Comenius-Universität Ján Fischer (1905–1980) benannt, der die Wechselwirkung zwischen Materie und elektromagnetischer Strahlung untersuchte und dadurch bedeutende Beiträge zur Quantentheorie des photoelektrischen Effekts und dem Compton-Effekt erstellte.